# Per Loraas
Per Birger Loraas (7 febbraio 1946) è un ex calciatore norvegese, di ruolo difensore.

## Carriera

### Club
Loraas giocò con la maglia del Rosenborg dal 1967 al 1972. Esordì nella massima divisione norvegese il 3 giugno 1968, subentrando a Nils Arne Eggen nella vittoria per 2-5 sul campo del Sarpsborg. Con il Rosenborg, Loraas contribuì al raggiungimento del double del 1971.

## Palmarès

### Club

#### Competizioni nazionali
- Coppa di Norvegia: 1

Rosenborg: 1971
- Coppa di Norvegia: 1

Rosenborg: 1971